# Anna Rigon
Anna Rigon (Vicenza, 22 luglio 1978) è una modella italiana, incoronata Miss Universo Italia 2002.
Il concorso si è tenuto a Fiuggi dove la Rigon ha avuto la meglio sulle altre trentanove partecipanti ed è stata incoronata da Clarissa Burt. Grazie a questo riconoscimento, Anna Rigon ha avuto la possibilità di rappresentare l'Italia a Miss Universo 2002, che si è tenuto a San Juan il 29 maggio 2002, dove però la modella non è riuscita ad entrare nella rosa delle quindici finaliste del concorso di bellezza.
In seguito, Anna Rigon ha lavorato per un anno come valletta di Aldo Biscardi per Il processo di Biscardi in onda su LA7.